# Évolution du Collège cardinalice sous le pontificat de Pie IX

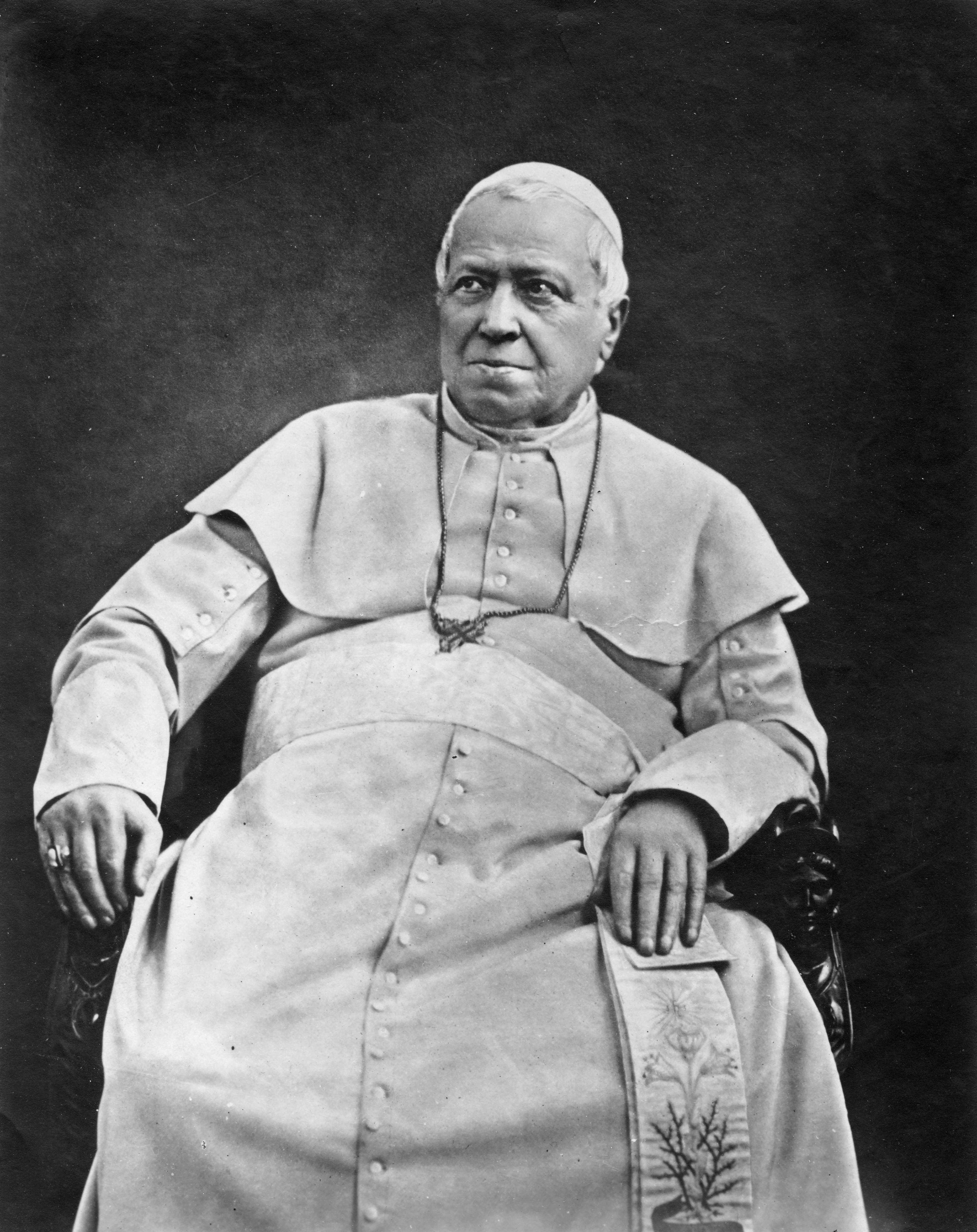
Pie IX

Cet article présente les évolutions au sein du Sacré Collège au cours du pontificat du pape Pie IX, le plus long de l'histoire après celui de saint Pierre (apôtre et premier pape), depuis l'ouverture du conclave qui l'a élu, le 14 juin 1846, jusqu'à sa mort survenue le 7 février 1878.

## Évolution numérique au cours du pontificat
| Date       | Évènement                                                                        | Pays | Total |
| ---------- | -------------------------------------------------------------------------------- | ---- | ----- |
| 14/06/1846 | Cardinaux au moment du Conclave de 1846                                          |      | 62    |
| 16/06/1846 | Élection papale du cardinal Giovanni Maria Mastai Ferretti sous le nom de Pie IX |      | 61    |
| 05/07/1846 | Décès du cardinal Joseph Bernet                                                  |      | 60    |
| 19/11/1846 | Décès du cardinal Karl Kajetan von Gaisruck                                      |      | 59    |
| 21/12/1846 | Consistoire : création de 2 cardinaux et de 2 cardinaux in pectore               |      | 63    |
| 23/04/1847 | Décès du cardinal Paolo Polidori                                                 |      | 62    |
| 24/05/1847 | Décès du cardinal Ludovico Micara                                                |      | 61    |
| 11/06/1847 | Consistoire : création de 3 cardinaux et révélation d'un cardinal in pectore     |      | 64    |
| 21/06/1847 | Décès du cardinal Francisco Javier de Cienfuegos y Jovellanos                    |      | 63    |
| 23/06/1847 | Décès du cardinal Charles Januarius Acton                                        |      | 62    |
| 30/09/1847 | Décès du cardinal Giuseppe Alberghini                                            |      | 61    |
| 22/11/1847 | Décès du cardinal Placido Maria Tadini                                           |      | 60    |
| 11/01/1848 | Décès du cardinal Francesco Saverio Massimo                                      |      | 59    |
| 20/01/1848 | Consistoire : création d'un cardinal                                             |      | 60    |
| 04/03/1849 | Décès du cardinal Pietro Ostini                                                  |      | 59    |
| 15/03/1849 | Décès du cardinal Giuseppe Mezzofanti                                            |      | 58    |
| 03/06/1849 | Décès du cardinal Tommaso Pasquale Gizzi                                         |      | 57    |
| 11/04/1850 | Décès du cardinal Ignazio Giovanni Cadolini                                      |      | 56    |
| 17/04/1850 | Décès du cardinal Pierre Giraud                                                  |      | 55    |
| 17/08/1850 | Décès du cardinal Francesco Serra-Cassano                                        |      | 54    |
| 30/09/1850 | Consistoire : création de 13 cardinaux et révélation d'un cardinal in pectore    |      | 67    |
| 24/05/1851 | Décès du cardinal Carlo Vizzardelli                                              |      | 66    |
| 25/04/1851 | Décès du cardinal Giacomo Monico                                                 |      | 65    |
| 20/07/1851 | Décès du cardinal Hugues de La Tour d'Auvergne-Lauraguais                        |      | 64    |
| 01/08/1851 | Décès du cardinal Antonio Maria Cadolini                                         |      | 63    |
| 29/09/1851 | Décès du cardinal Paul-Thérèse-David d'Astros                                    |      | 62    |
| 20/02/1852 | Décès du cardinal Antonio Francesco Orioli                                       |      | 61    |
| 21/02/1852 | Décès du cardinal Castruccio Castracane degli Antelminelli                       |      | 60    |
| 15/03/1852 | Consistoire : création de 4 cardinaux et de 2 cardinaux in pectore               |      | 66    |
| 21/03/1852 | Décès du cardinal Tommaso Bernetti                                               |      | 65    |
| 30/01/1853 | Décès du cardinal Melchior Ferdinand Joseph von Diepenbrock                      |      | 64    |
| 07/03/1853 | Consistoire : création de 6 cardinaux et révélation de 2 cardinaux in pectore    |      | 70    |
| 31/03/1853 | Décès du cardinal Maximilian Joseph Gottfried Sommerau Beeckh                    |      | 69    |
| 10/05/1853 | Décès du cardinal Ferdinando Maria Pignatelli                                    |      | 68    |
| 23/06/1853 | Décès du cardinal Giacomo Luigi Brignole                                         |      | 67    |
| 19/12/1853 | Consistoire : création d'un cardinal et d'un cardinal in pectore                 |      | 69    |
| 12/05/1854 | Décès du cardinal Luigi Lambruschini                                             |      | 68    |
| 15/06/1854 | Décès du cardinal Raffaele Fornari                                               |      | 67    |
| 08/09/1854 | Décès du cardinal Angelo Mai                                                     |      | 66    |
| 09/01/1855 | Décès du cardinal Lorenzo Simonetti                                              |      | 65    |
| 11/01/1855 | Décès du cardinal Judas José Romo y Gamboa                                       |      | 64    |
| 21/01/1855 | Décès du cardinal Giuseppe Pecci                                                 |      | 63    |
| 01/02/1855 | Décès du cardinal Giovanni Serafini                                              |      | 62    |
| 13/04/1855 | Décès du cardinal Carlo Oppizzoni                                                |      | 61    |
| 17/12/1855 | Consistoire : création de 4 cardinaux                                            |      | 65    |
| 31/12/1855 | Décès du cardinal Pedro Paulo de Figuereido da Cunha e Melo                      |      | 64    |
| 03/03/1856 | Décès du cardinal Ambrogio Bianchi                                               |      | 63    |
| 20/04/1856 | Décès du cardinal Giacomo Filippo Fransoni                                       |      | 62    |
| 16/06/1856 | Consistoire : création de 5 cardinaux et révélation d'un cardinal in pectore     |      | 67    |
| 12/08/1856 | Décès du cardinal Giovanni Soglia Ceroni                                         |      | 66    |
| 11/02/1857 | Décès du cardinal Juan José Bonel y Orbe                                         |      | 65    |
| 14/03/1857 | Décès du cardinal Tommaso Riario Sforza                                          |      | 64    |
| 11/10/1857 | Décès du cardinal Francesco de' Medici di Ottaiano                               |      | 63    |
| 15/11/1857 | Décès du cardinal Guilherme Henriques de Carvalho                                |      | 62    |
| 14/01/1858 | Décès du cardinal Mihail Lewicki                                                 |      | 61    |
| 21/01/1858 | Décès du cardinal Ugo Pietro Spinola                                             |      | 60    |
| 06/02/1858 | Décès du cardinal Adriano Fieschi                                                |      | 59    |
| 12/02/1858 | Décès du cardinal Ludovico Gazzoli                                               |      | 58    |
| 15/03/1858 | Consistoire : création de 7 cardinaux                                            |      | 65    |
| 25/06/1858 | Consistoire : création d'un cardinal                                             |      | 66    |
| 02/04/1859 | Décès du cardinal Chiarissimo Falconieri Mellini                                 |      | 65    |
| 26/05/1859 | Décès du cardinal Jacques-Marie Antoine Célestin Dupont                          |      | 64    |
| 30/01/1860 | Décès du cardinal Gaspare Bernardo Pianetti                                      |      | 63    |
| 15/05/1860 | Décès du cardinal Michele Viale-Prelà                                            |      | 62    |
| 13/09/1860 | Décès du cardinal Gabriele Ferretti                                              |      | 61    |
| 30/09/1860 | Décès du cardinal Vincenzo Macchi                                                |      | 60    |
| 14/12/1860 | Décès du cardinal Francesco Gaude                                                |      | 59    |
| 10/02/1861 | Décès du cardinal Gabriel della Genga Sermattei                                  |      | 58    |
| 22/02/1861 | Décès du cardinal Giovanni Brunelli                                              |      | 57    |
| 13/06/1861 | Décès du cardinal Francesco di Paola Villadecani                                 |      | 56    |
| 17/08/1861 | Décès du cardinal Giacomo Piccolomini                                            |      | 55    |
| 19/08/1861 | Décès du cardinal Vincenzo Santucci                                              |      | 54    |
| 27/09/1861 | Consistoire : création de 7 cardinaux,                                           |      | 61    |
| 17/11/1861 | Décès du cardinal Giusto Recanati                                                |      | 60    |
| 25/08/1862 | Décès du cardinal Manuel Joaquín Tarancón y Morón                                |      | 59    |
| 29/12/1862 | Décès du cardinal François-Nicolas-Madeleine Morlot                              |      | 58    |
| 16/03/1863 | Consistoire : création de 7 cardinaux                                            |      | 65    |
| 30/03/1863 | Décès du cardinal Giuseppe Cosenza                                               |      | 64    |
| 10/04/1863 | Décès du cardinal Benedetto Barberini Colonna di Sciarra                         |      | 63    |
| 19/08/1863 | Décès du cardinal Pietro Marini                                                  |      | 62    |
| 11/12/1863 | Consistoire : création d'un cardinal                                             |      | 63    |
| 31/03/1864 | Décès du cardinal Domenico Lucciardi                                             |      | 62    |
| 30/08/1864 | Décès du cardinal Domenico Savelli                                               |      | 61    |
| 06/09/1864 | Décès du cardinal Gaetano Bedini                                                 |      | 60    |
| 08/09/1864 | Décès du cardinal Johannes von Geissel                                           |      | 59    |
| 15/02/1865 | Décès du cardinal Nicholas Wiseman                                               |      | 58    |
| 17/12/1865 | Décès du cardinal Luigi Ciacchi                                                  |      | 57    |
| 20/03/1866 | Décès du cardinal Antonio Tosti                                                  |      | 56    |
| 22/06/1866 | Consistoire : création de 5 cardinaux                                            |      | 61    |
| 09/07/1866 | Décès du cardinal Antonio Matteucci                                              |      | 60    |
| 19/10/1866 | Décès du cardinal Ján Krstitel Scitovszky                                        |      | 59    |
| 11/11/1866 | Décès du cardinal Gaetano Baluffi                                                |      | 58    |
| 22/12/1866 | Décès du cardinal Thomas Gousset                                                 |      | 57    |
| 13/01/1867 | Décès du cardinal Antonio Maria Cagiano de Azevedo                               |      | 56    |
| 17/01/1867 | Décès du cardinal Clément Villecourt                                             |      | 55    |
| 12/03/1867 | Décès du cardinal Fernando de la Puente y Primo de Rivera                        |      | 54    |
| 11/08/1867 | Décès du cardinal Lodovico Altieri                                               |      | 53    |
| 07/11/1867 | Décès du cardinal Roberto Giovanni F. Roberti                                    |      | 52    |
| 02/12/1867 | Décès du cardinal Giuseppe Bofondi                                               |      | 51    |
| 04/12/1867 | Décès du cardinal Engelbert Sterckx                                              |      | 50    |
| 19/12/1867 | Décès du cardinal Giuseppe Ugolini                                               |      | 49    |
| 13/03/1868 | Consistoire : création de 9 cardinaux                                            |      | 58    |
| 14/05/1868 | Décès du cardinal Girolamo D'Andrea                                              |      | 57    |
| 11/05/1869 | Décès du cardinal Juraj Haulík Váralyai                                          |      | 56    |
| 26/09/1869 | Décès du cardinal Manuel Bento Rodrigues da Silva                                |      | 55    |
| 17/12/1869 | Décès du cardinal Francesco Pentini                                              |      | 54    |
| 22/12/1869 | Décès du cardinal Karl August von Reisach                                        |      | 53    |
| 25/02/1870 | Décès du cardinal Louis-Jacques-Maurice de Bonald                                |      | 52    |
| 15/04/1870 | Décès du cardinal Matteo Eustachio Gonella                                       |      | 51    |
| 07/10/1870 | Décès du cardinal Mario Mattei                                                   |      | 50    |
| 07/10/1870 | Décès du cardinal Cosimo Corsi                                                   |      | 49    |
| 22/12/1871 | Décès du cardinal Enrico Orfei                                                   |      | 48    |
| 30/06/1872 | Décès du cardinal Cirilo de Alameda y Brea                                       |      | 47    |
| 07/07/1872 | Décès du cardinal Niccola Clarelli Parracciani                                   |      | 46    |
| 27/08/1872 | Décès du cardinal Angelo Quaglia                                                 |      | 45    |
| 14/04/1873 | Décès du cardinal Miguel García Cuesta                                           |      | 44    |
| 30/04/1873 | Décès du cardinal Alexis Billiet                                                 |      | 43    |
| 02/08/1873 | Décès du cardinal Giuseppe Milesi Pironi Ferretti                                |      | 42    |
| 22/12/1873 | Consistoire : création de 12 cardinaux                                           |      | 54    |
| 15/02/1874 | Décès du cardinal Camillo Tarquini                                               |      | 53    |
| 24/02/1874 | Décès du cardinal Alessandro Barnabò                                             |      | 52    |
| 29/05/1874 | Décès du cardinal Mariano Falcinelli Antoniacci                                  |      | 51    |
| 08/03/1875 | Décès du cardinal Lorenzo Barili                                                 |      | 50    |
| 15/03/1875 | Consistoire : création de 6 cardinaux et de 5 cardinaux in pectore               |      | 61    |
| 09/07/1875 | Décès du cardinal Césaire Mathieu                                                |      | 60    |
| 16/09/1875 | Décès du cardinal Gaspare Grasselini                                             |      | 59    |
| 17/09/1875 | Consistoire : création d'un cardinal et révélation de 5 cardinaux in pectore     |      | 60    |
| 17/10/1875 | Décès du cardinal Salvatore Nobili Vitelleschi                                   |      | 59    |
| 19/11/1875 | Décès du cardinal Pietro de Silvestri                                            |      | 58    |
| 24/11/1875 | Décès du cardinal Joseph Othmar von Rauscher                                     |      | 57    |
| 03/04/1876 | Consistoire : création de deux cardinaux                                         |      | 59    |
| 04/04/1876 | Décès du cardinal Maximilian Joseph von Tarnóczy                                 |      | 58    |
| 05/05/1876 | Décès du cardinal Luis de la Lastra y Cuesta                                     |      | 57    |
| 06/11/1876 | Décès du cardinal Giacomo Antonelli                                              |      | 56    |
| 20/11/1876 | Décès du cardinal Mariano Benito Barrio Fernández                                |      | 55    |
| 17/12/1876 | Décès du cardinal Costantino Patrizi Naro                                        |      | 54    |
| 12/03/1877 | Consistoire : création de 11 cardinaux                                           |      | 65    |
| 21/04/1877 | Décès du cardinal Luigi Vannicelli Casoni                                        |      | 64    |
| 28/04/1877 | Décès du cardinal Giuseppe Luigi Trevisanato                                     |      | 63    |
| 22/06/1877 | Consistoire : création de 3 cardinaux                                            |      | 66    |
| 08/07/1877 | Décès du cardinal Filippo de Angelis                                             |      | 65    |
| 26/08/1877 | Décès du cardinal Giuseppe Andrea Bizzarri                                       |      | 64    |
| 29/09/1877 | Décès du cardinal Sisto Riario Sforza                                            |      | 63    |
| 18/10/1877 | Décès du cardinal Annibale Capalti                                               |      | 62    |
| 28/12/1877 | Consistoire : création de 2 cardinaux                                            |      | 64    |
| 07/02/1878 | Décès du pape Pie IX                                                             |      | 64    |

## Cardinaux créés parPieIX
Au cours de son très long pontificat de plus de trente-et-un ans (1846-1878), le pape Pie IX a créé 123 cardinaux au cours de 23 consistoires. Le dernier connu, Luigi Oreglia di Santo Stefano, créé le 22 décembre 1873, est mort le 7 décembre 1913, à l'âge de 84 ans.